# Antálcidas
Antálcidas, em grego: Ἀνταλκίδας (Esparta, século V a.C. – Esparta, 367 a.C.) foi um navarco (almirante), político e diplomata espartano. Concluiu com Artaxerxes II Mnemon, rei da Pérsia, no ano 387 a.C., uma paz desonrosa (Paz de Antálcidas): por esse tratado, Esparta, com o objetivo de escravizar a Grécia, comprou a ajuda do Grande Rei submetendo-lhe todas as cidades gregas da Ásia Menor. A produção do tratado e suas consequências são narrados na obra Helênicas de Xenofonte.

## Situação antes da Paz de Antálcidas
Os rumores de unificação política entre Corinto e Argos, o vigoroso despertar de Atenas e a ausência de uma saída vantajosa para uma guerra desgastante que não só consumia seus recursos financeiros, mas que se tornava cada vez mais impopular entre seus aliados, convenceu um grande segmento de cidadãos espartanos da conveniência de se restabelecer ligações diplomáticas com a Pérsia como meio de por fim ao conflito da Guerra de Corinto. Assim, coincidindo com um desaparecimento temporário de Agesilau II em nossas fontes, talvez em consequência da Batalha de Cnido, são iniciados em 392 a.C. os contatos com representantes do Grande Rei.

## Primeiras negociações de paz
Antálcidas, hábil diplomata e estratego, inimigo declarado do rei Agesilau, a quem certamente os persas não queriam ver aparecer pela Ásia nem sequer em missão diplomática, foi o encarregado de conduzir as negociações do lado espartano.
Segundo Plutarco, Antálcidas queria a paz a qualquer custo, mesmo cometendo a infâmia de abandonar os gregos da Ásia, porque entendia que a guerra não fazia senão aumentar a fama e o poder de Agesilau.
Seu primeiro passo foi chamar a atenção dos persas sobre a ironia que supunha custear a reconstrução do Império ateniense quando durante três quartos do século V a.C. este os havia banido de uma região, Jônia, que serviu de ponte entre duas civilizações muito diferentes.
Desenvolvidas em Sárdis e com a assistência de delegações dos estados que compunha a coalizão inimiga, estas conversações visavam buscar uma solução pacífica para o conflito partindo de dois aspectos: a renúncia espartana a qualquer pretensão hegemônica sobre a Ásia Menor e o reconhecimento por todas as partes do direito à autonomia de todas as cidades gregas, tanto as das ilhas como as do continente.
O principal cavalo de batalha e a razão pela qual os atenienses, beócios e argivos acabaram por rejeitar a paz foi exatamente esta cláusula de autonomia, uma vez que nem Atenas queria se ver privada das ilhas de Lemnos, Imbros e Esquiro - antigas clerúquias (colônias gregas formadas por frações de territórios conquistados pelos atenienses), presumivelmente recuperadas por Conon, situadas na rota de importação de grãos - nem Tebas estava disposta a afrouxar sua hegemonia sobre as outras cidades beócias, nem Argos se separar de Corinto.
Mas, a proposta de Esparta interessou profundamente ao sátrapa persa Tiribazo, que secretamente começou a fornecer recursos para Antálcidas montar uma frota e, em seguida, aprisionar Conon em Sárdis, aproveitando que este formava parte de uma embaixada ateniense. Libertado pouco tempo depois, Conon retirou-se para a corte de Evágoras de Salamina, o rei cipriota que defendia o helenismo da ilha contra a dominação persa, que acabou morrendo devido a uma doença pouco tempo depois. Artaxerxes II que não se esqueceu da campanha asiática de Agesilau, discordou das inclinações pró-espartanas de Tiribazo e o substituiu da direção da satrapia pelo pró-ateniense Estrutas.

## Conversações gregas de paz
Entretanto, no inverno de 392/391 a.C., as conversações de paz foram retomadas em Esparta, mas desta vez, sem a presença persa, e mais uma vez fracassaram. O historiador James G. DeVoto observou que foi Agesilau, inimigo de Antálcidas, o responsável por esta abordagem diplomática puramente grega. A única e subjetiva fonte para este encontro está no discurso Sobre a paz com os espartanos do orador Andócides, membro da missão diplomática ateniense que defendeu posteriormente a opção da paz perante um povo que, por si mesmo, condenou todos seus integrantes ao exílio.

## Definitivas negociações de paz
Em 388 a.C. Antálcidas, então comandante da Marinha deu apoio à Pérsia contra Atenas. O sucesso de suas operações navais nos arredores do Helesponto foi tal que Atenas concordou em aceitar os termos de paz (a Paz de Antálcidas), pelo qual:
1. toda a Ásia Menor, com as ilhas de Clazômenes e Chipre, foi reconhecida como súditos da Pérsia;
2. todas as outras cidades gregas, que não estivessem sob o domínio persa, seriam independentes, exceto Lemnos, Imbros e Esquiro, que pertenceriam, como antigamente, aos atenienses.

Os termos foram anunciados aos enviados gregos em Sárdis no inverno de 387/386 a.C., e foram finalmente aceitos por Esparta em 386. Antálcidas continuou dando apoio a Artaxerxes, até a aniquilação da supremacia espartana após a Batalha de Leuctra diminuir sua influência.

## Fatos mais destacados da guerra
Entre eles está, especialmente por seu impacto sobre o declínio demográfico da classe dominante dos esparciatas, a aniquilação quase completa, no verão de 390 a.C., da mora ou batalhão do exército espartano baseada em Lequeu, sob os golpes dos peltastas treinados e comandados por Ifícrates, o estratego ateniense que surgiu na primeira metade do século IV a.C. como um digno herdeiro de Demóstenes por sua audácia e seu hábil uso das tropas sub-hoplíticas.
Uma vez que exista uma aparente contradição entre o fato de que uma mora possuía aproximadamente 600 hoplitas e a afirmação de Xenofonte de que se havendo salvado uns poucos, morreram no total cerca de 250, é bem possível que o historiador pode ter se referido apenas às baixas espartiatas. Seu relato confirma, no entanto, a comoção que a notícia causou em Agesilau e seus homens, entre os quais havia pais, irmãos e filhos dos mortos.
Além disso, desde que fora eleito estratego em 390 a.C., o ateniense Trasíbulo não deixou de alcançar êxitos no mar Egeu ante o navarco espartano Telêucias, irmão de Agesilau II.
Restaurada a influência ateniense na Trácia, Trasíbulo partiu para Bizâncio e Calcedônia, e as fez aliadas e arrendatárias de uma taxa de 5% que Atenas impôs ao tráfego de mercadorias no estreito do Bósforo. Controlado o estreito, Trasíbulo navegou ao longo da costa da Ásia Menor, a caminho de Rodes, engrossando à medida que seguia adiante o número de aliados atenienses, até encontrar a morte nas mãos dos habitantes indignados de Aspendo, que vingaram desta forma, o saque de seus campos.
Em 387 a.C. o processo de reconstrução da supremacia naval ateniense no mar Egeu sofreu um grande retrocesso, graças à intervenção de Tiribazo, restaurado em sua satrapia de Sárdis por um Artaxerxes persuadido de que a expansão ateniense no mar Egeu era mais prejudicial aos seus interesses que qualquer ameaça potencial espartana, e do tirano Dionísio I de Siracusa, Esparta decidiu enviar ao Helesponto, sob o comando de Antálcidas na época navarco, um mínimo de oitenta navios, um número que excedia em muito a frota de que dispunha Ifícrates.
Confrontada com o perigo de que uma ruptura na rota de abastecimento de grãos do Mar Negro repetisse a fome experimentada pela cidade em 405/404 a.C., Atenas foi forçada a aceitar, na primavera de 386 a.C., os termos de paz acordados previamente por Antálcidas e Tiribazo, exatamente os mesmos de 392 a.C. Como na última fase da guerra do Peloponeso (Guerra de Decélia), a colaboração persa foi providencial para que Esparta alcançasse a vitória final sobre a coalizão inimiga.
Os argivos logo aderiram à paz, pois, estavam cansados de ver seu território invadido periodicamente pelos espartanos. Os tebanos não aceitaram, já que queriam jurar em nome de todos os beócios, nem os coríntios que estavam relutantes em dispensar a guarnição argiva instalada em sua cidade. Quando Agesilau ameaçou a ambos com a guerra e começou a organizar uma campanha, os tebanos tiveram de aceitar a desintegração da Liga da Beócia e os coríntios a evacuar os argivos de seu território e o retorno dos oligarcas exilados.

## Morte
Ao final de sua missão na Pérsia, provavelmente em 367 a.C., que foi um fracasso, Antálcidas, perseguido pela indiferença geral, profundamente desgostoso e com medo das consequências, refugiou-se na Pérsia, onde, segundo se afirma, morreu de fome.